# Xian de Yunxi
Pour les articles homonymes, voir Yunxi.
Le xian de Yunxi (郧西县 ; pinyin : Yúnxī Xiàn) est un district administratif de la province du Hubei en Chine. Il est placé sous la juridiction de la ville-préfecture de Shiyan.

## Démographie
La population du district était de 507 724 habitants en 1999.